# Ann Welch
Ann Courtenay Edmonds Welch OBE (* 20. Mai 1917 in London, Vereinigtes Königreich; † 5. Dezember 2002) war eine britische Pilotin, Fluglehrerin und Verbandsfunktionärin. Für ihre Förderung des Luftsports erhielt sie die höchsten Auszeichnungen des Luftsportweltverbands Fédération Aéronautique Internationale (FAI).

## Leben
Welch erlernte mit 17 das Motorfliegen, das sie von ihrem Taschengeld und mit dem Anfertigen von Zeichnungen finanzierte. Aus finanziellen Gründen wechselte sie später zum Segelfliegen. Sie betrieb die Wiedergründung des Surrey Gliding Clubs und wurde dessen Cheffluglehrerin. Im Zweiten Weltkrieg flog 1942 sie für den Air Transport Auxiliary und überführte Maschinen von den Fabriken zu ihren Einsatzbasen. Dazu gehörten Jagdflugzeuge wie Spitfire und Hurricane sowie zweimotorige Bomber vom Typ Blenheim und Wellington. Kurz vor der Geburt ihrer ersten Tochter schied sie aus dem Dienst aus. 

## Sport
Welch war von 1948 bis 1968 Teamleiter der Nationalmannschaft der British Gliding Association. 
Bei den Segelflugweltmeisterschaften in Madrid kam Welch 1952 als beste Pilotin auf den neunten Platz. Sie und Hanna Reitsch, die in einem Doppelsitzer die Bronzemedaille gewann, gehörten zu den ersten und wenigen Frauen, die an einer Weltmeisterschaft teilnahmen. Welch absolvierte 1959 ihren 300-Kilometer-Flug für das Goldene Segelflugabzeichen. Zwei Jahre später flog sie als Betreuerin der britischen Mannschaft mit einem Zielflug über 500 Kilometer einen nationalen Frauenrekord in Leszno.
Im Jahr 1965 organisierte sie die zehnte Segelflugweltmeisterschaft in South Cerney.
Für ihre Verdienste um die Nachwuchsförderung im Segel-, Drachen-, Gleitschirm- und Ultraleichtfliegen verlieh ihr der Luftsportverband FAI 1980 die Goldmedaille.

## Auszeichnungen
- 1966 Officer of the Order of the British Empire (OBE)
- 1953 Order of the British Empire (MBE)
- 1980 Goldmedaille der FAI
- 1973 Lilienthal-Medaille der FAI
- 1989 Pelagia-Majewska-Medaille (Erstvergabe)
- 1969 Bronzemedaille der FAI

Zu Ehren Welchs vergibt der Royal Aero Club (RAeC) seit 2006 den Ann Welch Award für Verdienste in der Pilotenausbildung.